# Митряловское сельское поселение
Митряловское се́льское поселе́ние — упразднённое муниципальное образование в Темниковском районе Мордовии Российской Федерации.
Административный центр — село Митрялы.

## История
Образовано в 2005 году в границах сельсовета.
Законом от 19 мая 2020 года, в июне 2020 года были упразднены Митряловское сельское поселение и одноимённый ему сельсовет (населённые пункты включены в Андреевское сельское поселение и одноимённый ему сельсовет).

## Население
| 2002 | 2010 | 2012 | 2013 | 2014 | 2015 | 2016 |
| ---- | ---- | ---- | ---- | ---- | ---- | ---- |
| 871  | ↘629 | ↘586 | ↘567 | ↘561 | ↘526 | ↘498 |
| 2017 | 2018 | 2019 | 2020 |      |      |      |
| ↘472 | ↘459 | ↘432 | ↘424 |      |      |      |

## Состав сельского поселения
| № | Населённый пункт  | Тип населённого пункта | Население |
| - | ----------------- | ---------------------- | --------- |
| 1 | Митрялы           | село                   | ↘272      |
| 2 | Новое Авкиманово  | деревня                | ↘161      |
| 3 | Старое Авкиманово | деревня                | ↘27       |
| 4 | Торфоразработки   | посёлок                | ↘10       |
| 5 | Чумартово         | деревня                | ↘159      |